# Перхлорат магния
Перхлора́т ма́гния (торговое название — ангидро́н) — Mg(ClO4)2, магний хлорнокислый, магниевая соль хлорной кислоты.
Представляет собой белый порошок или белую пористую массу, очень энергично поглощает влагу (до 60 % от своей массы) с образованием кристаллогидрата.
Сильный окислитель, при смешивании с органическими веществами образует взрывчатые смеси чувствительные к удару.
Применяется для глубокой осушки неокисляющихся газов.
Перхлорат магния и другие перхлораты обнаружены на Марсе спектральным методом.

## Получение
Получают взаимодействием гидроксида магния с хлорной кислотой:
{\displaystyle {\ce {Mg(OH)2 + 2HClO4 -> Mg(ClO4)2 + 2H2O.}}}

## Физические свойства
Образует кристаллогидрат состава {\displaystyle {\ce {Mg(ClO4)2.2H2O}}}.
Разлагается при нагреве свыше 251 °C.
При растворении в воде выделяется много тепла, поэтому при растворении воду берут с избытком.
Хорошо растворяется во многих полярных растворителях.
| Растворимость перхлората магния в некоторых растворителях при 25 °C |        |         |        |            |        |            |                 |
| Растворитель                                                        | Вода   | Метанол | Этанол | 1-Пропанол | Ацетон | Этилацетат | Диэтиловый эфир |
| Растворимость в г на 100 г растворителя                             | 99,601 | 51,838  | 23,962 | 73,400     | 42,888 | 70,911     | 0,291           |

## Химические свойства
- Разлагается до смеси хлорида и оксида:

{\displaystyle {\mathsf {4Mg(ClO_{4})_{2}\ \xrightarrow {382-500^{o}C} \ 2MgO+2MgCl_{2}+2Cl_{2}+15O_{2}}}}
- Вступает в реакции ионного обмена. К примеру, с гидроксидом натрия образует осадок гидроксида магния[5]:

{\displaystyle {\mathsf {Mg(ClO_{4})_{2}+2NaOH\ \xrightarrow {} \ Mg(OH)_{2}\downarrow +2NaClO_{4}}}}

## Применение
Применяется для глубокой осушки негорючих газов, при малой влажности осушаемого газа не расплывается, а постепенно затвердевает, при этом возможно блокирование газового потока в осушителе.
При насыщении влагой просто перестаёт поглощать влагу не расплываясь, в отличие от пентоксида фосфора Р2О5, который может превратиться в жидкий раствор ортофосфорной кислоты. При высокой влажности газа и высоких расходах пентаоксид фосфора может оказаться предпочтительнее, так в начале поглощения влаги он превращается в резиноподобную массу и не блокирует прохождение газа через осушитель.
Давление насыщенного водяного пара над безводным перхлоратом магния при 20 °C составляет 70 мПа, для сравнения, давление насыщенного водяного пара над безводным пентаоксидом фосфора 3 мПа при той же температуре. Давление насыщенного водяного пара над кристаллогидратом перхлората магния составляет 300 мПа при 20 °C.
Регенерация насыщенного влагой перхлората магния производят в вакууме при 220 °C.